# Будеразький ентомологічний заказник
Будера́зький зака́зник — ентомологічний заказник місцевого значення в Україні. Розташований у межах Здолбунівського району Рівненської області, неподалік від села Будераж. 
Площа 46 га. Статус надано згідно з рішенням облвиконкому від 22.11.1983 року № 343 (зміни згідно з рішенням облвиконкому від 18.06.1991 року № 98). Перебуває у віданні ДП СЛАП «Здолбунівський держспецлісгосп» (кв. 43, вид. 24-27, 60-62; кв. 44, вид. 1-7). 
Створений з метою збереження частини луго-лісового природного комплексу як місця проживання зникаючих видів комах (бджіл, джмелів) на схилах балки.